# Au Gres (Michigan)
Au Gres – miasto w Stanach Zjednoczonych, w stanie Michigan, w hrabstwie Arenac.